# Hurlock
Hurlock é uma cidade  localizada no estado americano de Maryland, no Condado de Dorchester.

## Demografia
Segundo o censo americano de 2000, a sua população era de 1874 habitantes.
Em 2006, foi estimada uma população de 1993, um aumento de 119 (6.4%).

## Geografia
De acordo com o United States Census Bureau tem uma área de
7,0 km², dos quais 6,5 km² cobertos por terra e 0,5 km² cobertos por água.

## Localidades na vizinhança
O diagrama seguinte representa as localidades num raio de 12 km ao redor de Hurlock.